# Глазунов, Олег Леонидович
Олег Леонидович Глазунов — российский военачальник, командующий 27-й гвардейской ракетной Витебской армией с 2021 года, гвардии генерал-лейтенант (2022).

## Биография
Родился 8 февраля 1969 года.
Окончил Краснодарское высшее военное командно-инженерное училище Ракетных войск (1986-1991), Военную академию имени Петра Великого Ракетных войск стратегического назначения заочно (1999). 
Службу начал в должности командира группы подготовки и пуска ракет. Впоследствии служил командиром 510-го гвардейского ракетного Тверского полка (2003-2006), заместителем командира 7-й гвардейской ракетной Режицкой дивизии ,  командиром 54-й гвардейской ракетной дивизии (09.2010-08.2015), заместителем командующего 27-й гвардейской ракетной Витебской армии (08.2015-2019), начальником штаба 31-й ракетной Оренбургской армии (2019-07.2020), командующим 33-й гвардейской ракетной Бериславско-Хинганской армией (07.2020-01.2021).
С 28 января 2021 года назначен командующим 27-й гвардейской ракетной Витебской армией.

## Звания
- В 2005 году был в звании полковника[7];
- В 2013 году присвоено воинское звание генерал-майора[5];
- В 2022 году присвоено воинское звание генерал-лейтенанта[8].